# Fotoprzewodnictwo
Fotoprzewodnictwo – zmiana przewodnictwa elektrycznego materiału pod wpływem promieniowania świetlnego. Ma ono miejsce gdy energia fotonów promieniowania świetlnego padającego na półprzewodnik jest większa niż szerokość pasma zabronionego; następuje wtedy przechodzenie elektronów do pasma przewodnictwa i zwiększenie się konduktywności półprzewodnika. Największa długość fali promieniowania wywołującego efekt fotoprzewodnictwa nazywa się długością progową fali i jest zależna od szerokości pasma zabronionego półprzewodnika.